# Marroneto
Marroneto is een plaats (frazione) in de Italiaanse gemeente Santa Fiora.